# Het (popolo)
Het è il nome che il gesuita inglese Thomas Falkner diede alla fine del XVIII secolo a vari gruppi di popoli nomadi della Pampa argentina e della Patagonia settentrionale.

## Suddivisione
Falkner identificò quattro gruppi di het, vale a dire:
- Taluhet, che occupavano le moderne province di San Luis a est, Córdoba e Santa Fe a ovest.
- Diuihet (Divihet, Didiuhet, Diliuhet), chiamati anche Querandí, che abitavano la regione costiera tra i fiumi Rio della Plata e Paraná nelle province di Buenos Aires, Santa Fe, e nell'entroterra attraverso La Pampa e fino a Mendoza.
- Chechehet, che vivevano vicino alle foci dei fiumi Colorado e Río Negro, nella provincia di Buenos Aires.
- Tehuelhets, o Tehuelche, stanziati in Patagonia.

## Lingua
La popolazione degli Het fu decimata alla fine del XVIII secolo da epidemie, il che facilitò l'assorbimento da parte dei mapuche del loro territorio e la rapida "araucanizzazione" dei sopravvissuti. Per questo motivo è oggi difficile trovare testimonianze delle lingue Het. Della lingua dei Querandí (Diuihet) abbiamo soltanto due frasi e poche parole, registrate da marinai francesi intorno al 1555. Sulla base di questi dati dichiaratamente inadeguati, Viegas Barros dimostrò che la lingua Querandí poteva essere strettamente imparentata con quella dei Puelche (o Gününa Yajich). Lo stesso autore ha inoltre tentato di dimostrare che il Puelche è più lontanamente imparentato con le lingue chon, situate più a sud.
Il linguista Čestmír Loukotka (1968) elenca i seguenti elementi di vocabolario di base per le lingue Chechehet e Querandí. 
| parola | Chechehet | Querandí |
| ------ | --------- | -------- |
| due    | chivil    |          |
| luna   |           | zobá     |
| terra  | chu       |          |
| arco   |           | afia     |
| grande | hati      |          |

### Classificazione[4]
|  | Ona (Selknam)     |
|  |                   |
|  | Haush (Manek'enk) |
|  |                   |

|  | Tehuelche |
|  |           |
|  | Teushen   |
|  |           |

|  | Ona (Selknam)     |
|  |                   |
|  | Haush (Manek'enk) |
|  |                   |

|  | Tehuelche |
|  |           |
|  | Teushen   |
|  |           |

|  | Puelche (Gününa Küne) |
|  |                       |
|  | Het                   |
|  |                       |

|  | Ona (Selknam)     |
|  |                   |
|  | Haush (Manek'enk) |
|  |                   |

|  | Tehuelche |
|  |           |
|  | Teushen   |
|  |           |

|  | Ona (Selknam)     |
|  |                   |
|  | Haush (Manek'enk) |
|  |                   |

|  | Tehuelche |
|  |           |
|  | Teushen   |
|  |           |

|  | Puelche (Gününa Küne) |
|  |                       |
|  | Het                   |
|  |                       |